# Certificat de non-gage
Le certificat de non-gage est, en France, un document intitulé certificat de situation administrative (CSA), délivré par le ministère de l'Intérieur par internet et qui atteste, le cas échéant, qu'un véhicule n'est ni gagé ni sous le coup d'une opposition au changement de propriétaire.
Le certificat de non-gage est l'équivalent du certificat de purge hypothécaire pour les immeubles

## Fonctions du certificat de situation administrative
Ce certificat doit obligatoirement être produit préalablement à la vente d'un véhicule et doit dater de moins de 15 jours. Ce document permet de démontrer d'une part l’absence de gage sur le véhicule et, d’autre part, qu’il n’existe aucune opposition au transfert de la carte grise et donc au changement de propriétaire du véhicule. Inversement, lorsque le certificat comporte des mentions, il indique soit que le véhicule est gagé, c'est-à-dire qu'il a été acheté avec un crédit dont le remboursement n'est pas soldé, soit qu'il y a opposition. Cette opposition peut découler d'un problème grave sur un véhicule ayant été accidenté, d'une amende non payée au Trésor public, du blocage par un huissier dans le cadre d'une saisie, de l'inscription du véhicule au fichier des véhicules volés, etc.,,
Lorsque le véhicule est gagé, cela n'interdit pas la vente. La mention dans le certificat avertit simplement l'acquéreur qu'il devra reprendre à sa charge de solder le crédit ou voir le véhicule saisi pour les créances de l'ancien propriétaire. Par contre, si le véhicule est sous opposition, la transaction est impossible tant que l'opposition n'est pas levée,.

## Certificat simple et certificat détaillé
Le certificat était auparavant disponible sous forme simple ou sous forme détaillée, mais n'est plus délivré que sous forme détaillée depuis le 24 juillet 2018.
Le certificat simple était délivré lorsqu'il n'y avait rien à signaler et il indiquait : « La situation administrative du véhicule ne fait apparaître aucune particularité : absence de gage et d'opposition ». Le certificat était détaillé lorsque le véhicule était gagé ou qu'il existait une opposition au transfert du certificat d'immatriculation. Le certificat détaillé était disponible uniquement en préfecture.

## Cas où le certificat de situation administrative est requis
Le propriétaire d'un véhicule d'occasion déjà immatriculé en France doit remettre au futur acquéreur, préalablement à la cession, un certificat de situation administrative datant de moins de 15 jours. Ce document permet à l'acquéreur de savoir s'il va pouvoir faire sans difficulté sa demande d'immatriculation. L'acquéreur n'est pas tenu, en revanche, de joindre ce document à son dossier de demande d'immatriculation.

## Obtention du certificat de situation administrative
Le certificat de situation administrative est délivré par le ministère de l'Intérieur, et il est constitué à partir des données présentes dans le système d’immatriculation des véhicules.
Le certificat de situation administrative ne peut plus être obtenu en préfecture,. La demande, gratuite, est effectuée par internet. Pour cela, le gouvernement a mis en place deux plateformes : HistoVec et le Système d’Immatriculation des Véhicules (SIV) géré par l’agence nationale des titres sécurisés (ANTS) et le ministère de l'intérieur.
HistoVec délivre non seulement le certificat de situation administrative, mais permet également de consulter l'historique du véhicule : les différents propriétaires, les contrôles techniques effectués sur le véhicules, les éventuels sinistres ayant conduit à une procédure VRC (« Véhicule à Réparation Contrôlée par un expert en automobile »), etc.,

## Les informations nécessaires à l'obtention du certificat de non-gage
Pour obtenir le certificat de non-gage, il est nécessaire  d'avoir en sa possession la carte grise (également nommée le certificat d'immatriculation). Il est ensuite demandé les informations suivantes : 
- Numéro d'immatriculation du véhicule
- Date de première immatriculation du véhicule (Lettre "i" sur le certificat d'immatriculation)
- Date du certificat d'immatriculation ( Lettre "B" sur le certificat d'immatriculation) 
- Identité du titulaire : Nom et prénom ou raison sociale pour une société (personnalité morale) inscrit sur la carte grise. 
Si la carte grise a été déclaré volée ou perdue, Il est important d'utiliser les informations inscrites sur la carte grise en cours de validité et non l'ancienne sinon il sera impossible d'obtenir le certificat de non-gage.